# Curtis (커티스 메이필드의 음반)
| 전문가 평가                   | 전문가 평가 |
| 평가 점수                     | 평가 점수   |
| 출처                          | 점수        |
| ----------------------------- | ----------- |
| AllMusic                      | [ 1 ]       |
| Christgau's Record Guide      | B+          |
| Encyclopedia of Popular Music | [ 3 ]       |
| Q                             | [ 4 ]       |
| Rolling Stone                 | [ 5 ]       |
| The Rolling Stone Album Guide | [ 6 ]       |
| Sputnikmusic                  | 4.5/5       |
| Tom Hull – on the Web         | A−          |
| The Village Voice             | B           |

《Curtis》는 1970년 9월에 발매된 미국의 솔 음악가 커티스 메이필드의 데뷔 음반이다. 메이필드가 프로듀싱한 이 음반은 그의 레이블인 커톰 레코드로 발매되었다. 커티스의 음악 스타일은 메이필드의 이전 그룹인 임프레션스의 팝 솔 사운드에서 더 멀리 이동했고 펑크와 사이키델릭의 영향을 받은 사운드를 더 많이 특징으로 했다. 이 음반의 주제는 당시의 정치적, 사회적 우려를 통합한다.
커티스는 당시 빌보드 블랙 음반 차트 1위(5주 연속 비연속)와 빌보드 200 차트 19위를 기록했다. 싱글 〈(Don't Worry) If There's a Hell Below, We're All Going to Go〉는 미국에서 차트에 올랐지만, 편집된 버전의 〈Move On Up〉은 영국 싱글 차트에서 상위 50위 안에 10주 동안 머물렀다.
2020년, 이 음반은 《롤링 스톤》의 역사상 가장 위대한 음반 500장 중 275위에 올랐다.

## 배경
메이필드는 1970년 자신의 음반 작업을 시작했다. 임프레션스를 영구히 떠날 생각은 없었지만, 1971년 사업 매니저인 마브 스튜어트의 추천으로 공식적으로 임프레션스를 탈퇴했다.

## 녹음 및 제작
그의 후기 임프레션스 작품들과 마찬가지로, 메이필드의 가사는 당시 흑인 미국에서 증가하고 있던 사회적, 정치적 우려를 반영하고 있었다. 메이필드는 아프리카계 미국인의 자부심과 공동체 투쟁에 대해 공개적으로 이야기한 최초의 아티스트 중 한 명이었다. 메이필드는 이 시기를 "사람들이 턱시도를 입는 것을 멈춘 시대... 사람들이 조금 더 우울해지고 있었다"고 회상했다.

## 곡 목록
모든 곡들은 커티스 메이필드에 의해 작사/작곡하였다.
| #  | 제목                                                             | 재생 시간 |
| -- | ---------------------------------------------------------------- | --------- |
| 1. | 〈(Don't Worry) If There's a Hell Below, We're All Going to Go〉 | 7:50      |
| 2. | 〈The Other Side of Town〉                                       | 4:01      |
| 3. | 〈The Makings of You〉                                           | 3:43      |
| 4. | 〈We the People Who Are Darker Than Blue〉                       | 6:05      |

| #  | 제목                   | 재생 시간 |
| -- | ---------------------- | --------- |
| 1. | 〈Move On Up〉         | 8:45      |
| 2. | 〈Miss Black America〉 | 2:53      |
| 3. | 〈Wild and Free〉      | 3:16      |
| 4. | 〈Give It Up〉         | 3:49      |